# Park Byung-cheol
Park Byung-cheol ((박병철?, 朴炳澈?); 25 novembre 1954) è un ex calciatore sudcoreano, di ruolo centrocampista.